# Marharyta Kiselowa
Marharyta Ołeksijiwna Kiselowa, ukr. Маргарита Олексіївна Кісельова (ur. 15 maja 2003) – ukraińska piłkarka grająca na pozycji napastnika w ŻFK Mariupol.

## Kariera klubowa
W 2018 rozpoczęła karierę w drużynie Ateks Kijów. Na początku 2023 została zawodniczką ŻFK Mariupol.

## Sukcesy
Ateks Kijów
- wicemistrz Pierwszej ligi Ukrainy (1): 2020/21